# 鄭遵謙
郑遵谦（？—1646年），字履恭（又作履公），明末浙江省余姚人，出生于会稽。
郑早年为诸生，家中豪富，因此好为侠名，不乐为文。崇祯十六年（1643年），郑准备参加其好友许都在江南发动的反明起义，但后因为其父鄭之尹的阻挠，并未成功。
1644年五月，南明弘光帝定都南京，郑随之在乡中招募壮士，以备战乱。1645年，清军先后占领南京和杭州，郑不愿屈服，于闰六月十一日起兵，杀死降清的会稽县令彭万里和清的招抚使，与熊汝霖合作将台州的鲁王朱以海拥立为监国。
1646年五月，鲁王军败，郑遵谦随鲁王转战舟山、中左等地。不久，因为不满郑彩擅杀熊汝霖的行为，与其决裂，被郑彩命令逮捕，郑遵谦遂投海自杀。